# Стадион Видзева
Городской стадион Видзева Лодзь (пол. Stadion Miejski Widzewa Łódź) — футбольный стадион в польском городе Лодзь. Является домашней ареной для местной команды «Видзев». Вместимость составляет 18 018 человек.

## История

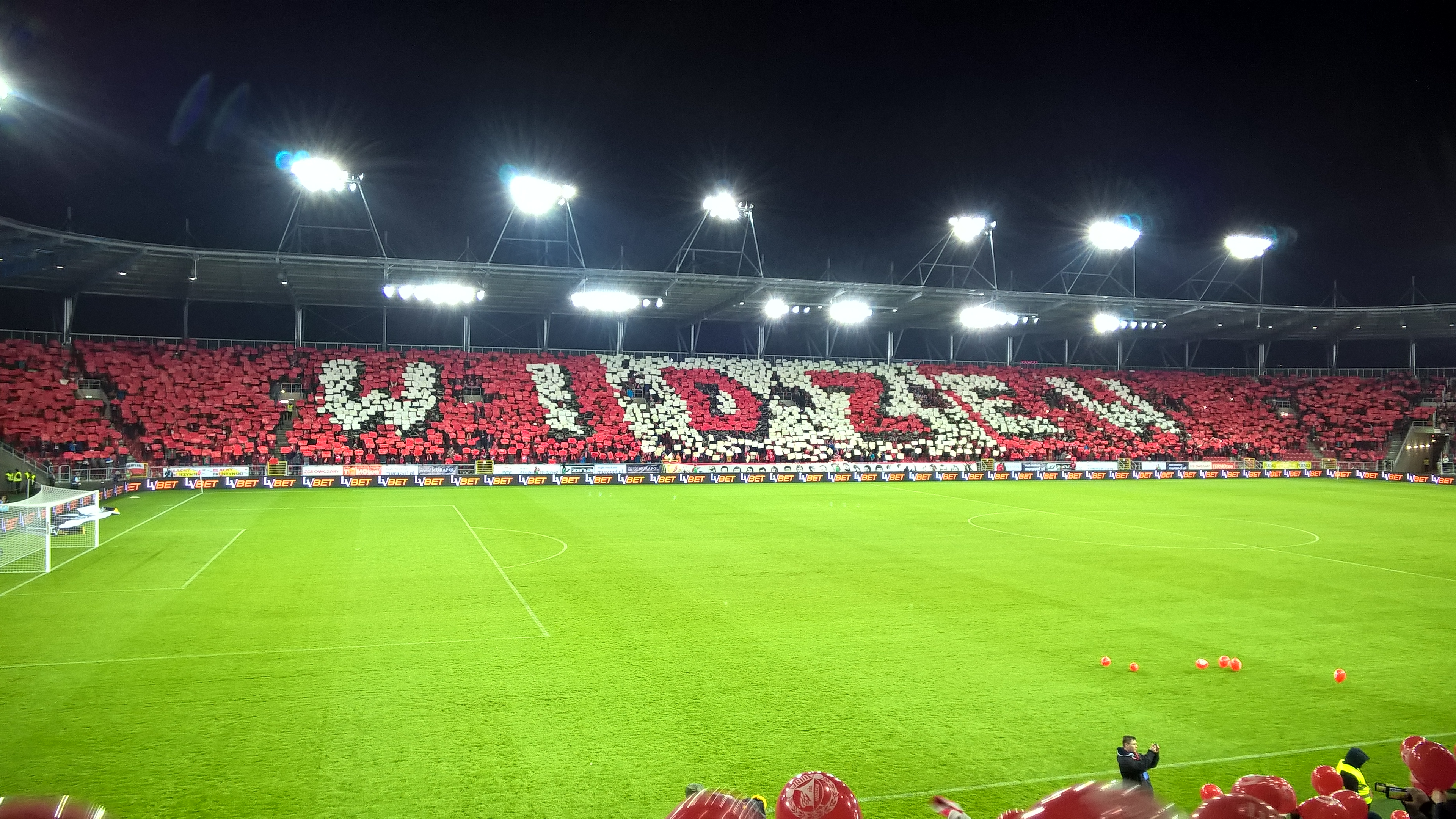
Открытие стадиона Видзева

Стадион на месте современного был открыт еще в 1930 году. В течение всего периода эксплуатации на арене домашние матчи принимал ФК «Видзев» . Кроме футбольных матчей, на стадионе проводились соревнования по различным видам спорта и культурные мероприятия. На арене домашние матчи принимала сборная Польши по футболу . В течение XX века стадион не раз реконструировали, в результате чего он был одним из самых мощных и современных в Польше . В 2014 году был подготовлен проект строительства нового современного стадиона на месте старого. В том же году стадион был закрыт. 2015 году старая арена была снесена, а на его месте началось строительство новой, которая была построена и сдана в эксплуатацию в начале 2017 года.
Новый Городской стадион Лодзи является современной футбольной ареной: поле с натуральным газоном, трибуны под крышей, который покрывает все сидячие места, и современная инфраструктура.
Неофициально арену называют именем Людвика Соболевского, бывшего президента «Видзева». В среде болельщиков стадион также называют «Сердце Лодзи».
В 2019 году на стадионе прошел финал Чемпионата мира по футболу среди молодёжных команд между сборными Украины и Республики Корея (3:1).

## Матчи на стадионе

### Матчи сборной Польши
Сборная Польши по футболу провела на стадионе «Видзева» семь матчей:
- 28 марта 1990 года  Сборная Польши —  Сборная Югославии — 0:0
- 28 апреля 1993 года  Сборная Польши —  Сборная Сан-Марино — 1:0
- 27 марта 1996 года  Сборная Польши —  Сборная Словении — 0:0
- 7 октября 2000 года  Сборная Польши —  Сборная Беларуси — 3:1
- 27 марта 2002 года  Сборная Польши —  Сборная Японии — 0:2
- 17 октября 2007 года  Сборная Польши —  Сборная Венгрии — 0:1
- 4 сентября 2010 года  Сборная Польши —  Сборная Украины — 1:1